# Nagroda Grammy w kategorii Nagranie roku
Nagroda w kategorii Nagranie roku (Record of the Year) jest jedną z najbardziej prestiżowych nagród Grammy, przyznawanych co roku. Jest przyznawana od 1959. Nagroda była przyznawana:
- od 1959 do 1965: tylko artystom.
- od 1966 do 1998: artystom i producentom.
- od 1999 do 2012: artystom, producentom i inżynierom dźwięku
- od 2013: artystom, producentom, inżynierom masteringu i inżynierom dźwięku lub miksu.

Nagroda przyznawana jest za nagrania/prace/albumy zarejestrowane w roku poprzedzającym daną nominację. Często nagranie nominowane w tej kategorii jest również nominowane w kategorii Piosenka roku.

## Nagrodzone nagrania

### Lata 50. XX wieku
- Nagroda Grammy w 1959
  - Domenico Modugno za „Nel blu dipinto di blu” (Volare) [a]

### Lata 60. XX wieku
- Nagroda Grammy w 1960
  - Bobby Darin za "Mack the Knife"
- Nagroda Grammy w 1961
  - Percy Faith za "Theme From A Summer Place"
- Nagroda Grammy w 1962
  - Henry Mancini za "Moon River" [a]
- Nagroda Grammy w 1963
  - Tony Bennett za "I Left My Heart in San Francisco"
- Nagroda Grammy w 1964
  - Henry Mancini za "Days of Wine and Roses"
- Nagroda Grammy w 1965
  - Stan Getz oraz Astrud Gilberto za "The Girl from Ipanema"
- Nagroda Grammy w 1966
  - Jerry Moss (producent) oraz Herb Alpert (producent oraz artysta) za "A Taste of Honey" wykonaną przez Herba Alperta wraz z the Tijuana Brass
- Nagroda Grammy w 1967
  - Jimmy Bowen (producent) oraz Frank Sinatra za "Strangers in the Night"
- Nagroda Grammy w 1968
  - Johnny Rivers, Marc Gordon (producent) oraz The 5th Dimension za "Up, Up oraz Away" [a]
- Nagroda Grammy w 1969
  - Paul Simon, Roy Halee (producent) oraz Simon oraz Garfunkel za "Mrs. Robinson"

### Lata 70. XX wieku
- Nagroda Grammy w 1970
  - Bones Howe (producent) oraz The 5th Dimension za "Aquarius/Let the Sunshine In"
- Nagroda Grammy w 1971
  - Roy Halee (producent), Art Garfunkel oraz Paul Simon (producent oraz artysta) za "Bridge over Troubled Water" [a]
- Nagroda Grammy w 1972
  - Lou Adler (producent) oraz Carole King za "It's Too Late"
- Nagroda Grammy w 1973
  - Joel Dorn (producent) oraz Roberta Flack za "The First Time Ever I Saw Your Face" [a]
- Nagroda Grammy w 1974
  - Joel Dorn (producent) oraz Roberta Flack za "Killing Me Softly With His Song" [a]
- Nagroda Grammy w 1975
  - John Farrar (producent) oraz Olivia Newton-John za "I Honestly Love You"
- Nagroda Grammy w 1976
  - Daryl Dragon (producent) oraz Captain oraz Tennille za "Love Will Keep Us Together"
- Nagroda Grammy w 1977
  - Tommy LiPuma (producent) oraz George Benson za "This Masquerade"
- Nagroda Grammy w 1978
  - Bill Szymczyk (producent) oraz Eagles za "Hotel California"
- Nagroda Grammy w 1979
  - Phil Ramone (producent) oraz Billy Joel za "Just the Way You Are" [a]

### Lata 80. XX wieku
- Nagroda Grammy w 1980
  - Ted Templeman (producent) oraz The Doobie Brothers za "What a Fool Believes" [a]
- Nagroda Grammy w 1981
  - Michael Omartian (producent) oraz Christopher Cross za "Sailing" [a]
- Nagroda Grammy w 1982
  - Val Garay (producent) oraz Kim Carnes za "Bette Davis Eyes" [a]
- Nagroda Grammy w 1983
  - Toto (producent oraz artysta) za "Rosanna"
- Nagroda Grammy w 1984
  - Quincy Jones (producent) oraz Michael Jackson (producent oraz artysta) za "Beat It"
- Nagroda Grammy w 1985
  - Terry Britten (producent) oraz Tina Turner za "What's Love Got to Do with It?" [a]
- Nagroda Grammy w 1986
  - Quincy Jones (producent) za "We Are the World" wykonaną przez USA for Africa [a]
- Nagroda Grammy w 1987
  - Russ Titelman (producent), Steve Winwood (producent oraz artysta) za "Higher Love"
- Nagroda Grammy w 1988
  - Paul Simon (producent oraz artysta) za "Graceland"
- Nagroda Grammy w 1989
  - Linda Goldstein (producent) oraz Bobby McFerrin za "Don’t Worry, Be Happy" [a]

### Lata 90. XX wieku
- Nagroda Grammy w 1990
  - Arif Mardin (producent) oraz Bette Midler za "Wind Beneath My Wings" [a]
- Nagroda Grammy w 1991
  - Hugh Padgham oraz Phil Collins (producent) za "Another Day in Paradise" wykonaną przez Philla Collinsa
- Nagroda Grammy w 1992
  - David Foster (producent) oraz Natalie Cole za "Unforgettable" wykonaną przez Natalie Cole wraz z Natem Kingiem Cole’em [a]
- Nagroda Grammy w 1993
  - Russ Titelman (producent) oraz Eric Clapton za "Tears in Heaven" [a]
- Nagroda Grammy w 1994
  - David Foster (producent) oraz Whitney Houston za "I Will Always Love You"
- Nagroda Grammy w 1995
  - Bill Bottrell (producent) oraz Sheryl Crow za "All I Wanna Do"
- Nagroda Grammy w 1996
  - Trevor Horn (producent) oraz Seal za "Kiss From a Rose" [a]
- Nagroda Grammy w 1997
  - Babyface (producent) oraz Eric Clapton za "Change the World" [a]
- Nagroda Grammy w 1998
  - John Leventhal (producent) oraz Shawn Colvin za "Sunny Came Home" [a]
- Nagroda Grammy w 1999
  - James Horner, Simon Franglen, Walter Afanasieff (producent), David Gleeson, Humberto Gatica, Simon Franglen (inżynierzy dźwięku/miksu) oraz Céline Dion za "My Heart Will Go On" [a]

### Lata 2000–2009
- Nagroda Grammy w 2000
  - Matt Serletic (producent), David Thoener (inżynier dźwięku/miksu), Rob Thomas oraz Carlos Santana za "Smooth" [a]
- Nagroda Grammy w 2001
  - Brian Eno, Daniel Lanois (producent), Richard Rainey, Steve Lillywhite (inżynierzy dźwięku/miksu) oraz U2 za "Beautiful Day" [a]
- Nagroda Grammy w 2002
  - Brian Eno, Daniel Lanois (producent), Steve Lillywhite (inżynier dźwięku/miksu) oraz U2 za "Walk On"
- Nagroda Grammy w 2003
  - Arif Mardin (producent), Jay Newloraz (producent oraz inżynier dźwięku/miksu), Norah Jones (producent oraz artysta) za "Don't Know Why" [a]
- Nagroda Grammy w 2004
  - Ken Nelson (producent oraz inżynier dźwięku/miksu), Mark Phythian (inżynier dźwięku/miksu) oraz Coldplay (producenci, inżynierzy dźwięku/miksu oraz artyści) za "Clocks"
- Nagroda Grammy w 2005
  - John Burk (producent), Terry Howard, Al Schmitt (inżynierzy dźwięku/miksu), Ray Charles oraz Norah Jones za "Here We Go Again"
- Nagroda Grammy w 2006
  - Rob Cavallo oraz Green Day (producent); Chris Lord-Alge oraz Doug McKean (inżynierzy dźwięku/miksu), Green Day za "Boulevard of Broken Dreams", utwór z płyty American Idiot
- Nagroda Grammy w 2007
  - Rick Rubin (producent); Richard Dodd, Jim Scott,Chris Testa (inżynierzy dźwięku/miksu), Dixie Chicks za "Not Ready To Make Nice", utwór z płyty Taking The Long Way
- Nagroda Grammy w 2008
  - Mark Ronson (producent); Tom Elmhirst, Vaughan Merrick, Dom Morley, Mark Ronson, Gabriel Roth (inżynierzy dźwięku/miksu), Amy Winehouse za "Rehab", utwór z płyty Back to Black
- Nagroda Grammy w 2009
  - T Bone Burnett (producent); Mike Piersante (inżynier dźwięku/miksu), Alison Krauss i Robert Plant (artyści) za "Please Read the Letter"

### Lata 2010–2019
- Nagroda Grammy w 2010
  - Jacquire King, Angelo Petraglia (producenci); Jacquire King (inżynier dźwięku/miksu); Kings of Leon (artyści) za "Use Somebody"
- Nagroda Grammy w 2011
  - Lady Antebellum, Paul Worley (producenci); Clarke Schleicher (producent, inżynier miksu); Lady Antebellum za "Need You Now" [a]
- Nagroda Grammy w 2012
  - Paul Epworth (producent); Tom Elmhirst, Mark Rankin (inżynierzy dźwięku/miksu); Adele (artystka) za "Rolling in the Deep" [a]
- Nagroda Grammy w 2013
  - Gotye (producent); William Bowden (inżynier masteringu); Gotye, François Tétaz & William Bowden (inżynierzy dźwięku); Gotye ft. Kimbra (artyści) za "Somebody That I Used to Know"
- Nagroda Grammy w 2014
  - Thomas Bangalter, Guy-Manuel de Homem-Christo (producenci); Antoine Chabert, Bob Ludwig (inżynierzy masteringu); Peter Franco, Mick Guzauski, Florian Lagatta & Daniel Lerner (inżynierzy dźwięku/miksu); Daft Punk ft. Pharrell Williams i Nile Rodgers (artyści) za "Get Lucky"
- Nagroda Grammy w 2015
  - Steve Fitzmaurice, Rodney Jerkins, Jimmy Napes (producenci); Tom Coyne (inżynier masteringu), Steve Fitzmaurice, Jimmy Napes, Steve Price (inżynierzy dźwięku/miksu); Sam Smith (artysta) za "Stay with Me" [a]
- Nagroda Grammy w 2016
  - Jeff Bhasker, Bruno Mars, Mark Ronson (producenci); Tom Coyne (inżynier masteringu), Mark Ronson ft. Bruno Mars (artyści) za "Uptown Funk"
- Nagroda Grammy w 2017
  - Greg Kurstin (producent); Tom Coyne (inżynier masteringu); Julian Burg, Tom Elmhirst, Emile Haynie, Greg Kurstin, Liam Nolan, Alex Pasco, Joe Visciano (inżynierzy dźwięku/miksu); Adele (artystka) za "Hello" [a]
- Nagroda Grammy w 2018
  - Shampoo Press, Curl (producenci); Tom Coyne (inżynier masteringu); Serban Ghenea, John Hanes & Charles Moniz (inżynierzy dźwięku/miksu); Bruno Mars (artysta) za “24K Magic”
- Nagroda Grammy w 2019
  - Donald Glover & Ludwig Göransson (producenci); Derek "MixedByAli" Ali, Riley Mackin & Shaan Singh (inżynierzy dźwięku/miksu); Mike Bozzi (inżynier masteringu); Childish Gambino (artysta) za “This Is America”

### Lata 20. XXI wieku
- Nagroda Grammy w 2020
  - Finneas O’Connell (producent); Rob Kinelski & Finneas O’Connell (inżynierzy dźwięku/miksu); John Greenham (inżynier masteringu); Billie Eilish (artystka) za “Bad Guy”
- Nagroda Grammy w 2021
  - Finneas O’Connell (producent); Rob Kinelski & Finneas O’Connell (inżynierzy dźwięku/miksu); John Greenham (inżynier masteringu); Billie Eilish (artystka) za “Everything I Wanted”
- Nagroda Grammy w 2022
  - Dernst "D'Mile" Emile II i Bruno Mars (producenci); Serban Ghenea, John Hanes i Charles Moniz (inżynierzy dźwięku/miksu); Randy Merrill (inżynier masteringu); Silk Sonic (artyści) za “Leave the Door Open”
- Nagroda Grammy w 2023
  - Ricky Reed & Blake Slatkin (producenci); Patrick Kehrier, Bill Malina & Manny Marroquin (inżynierzy dźwięku/miksu); Emerson Mancini (inżynier masteringu); Lizzo (artystka) za “About Damn Time”
- Nagroda Grammy w 2024
  - Kid Harpoon & Tyler Johnson (producenci); Michael Pollack, Brian Rajaratnam & Mark „Spike” Stent (inżynierzy dźwięku/miksu); Joe LaPorta (inżynier masteringu); Miley Cyrus (artystka) za “Flowers”